# Лина Тсалдари
Лина Тсалдари (грч. Λίνα Τσαλδάρη; 1887 — 17. октобар 1981) била је десничарски грчки политичар. Постала је прва жена министар у Грчкој 1956. године, служећи као министарка за социјалну заштиту у влади Костаса Караманлиса.

## Биографија
Рођена је 1887. у Атини, као Лина Ламбру, ћерка Спиридона Ламброса. Постала је прва жена која је служила у влади Грчке, служећи као министарка социјалне заштите. Такође је била активни суфрагиста. Након служења у парламенту, постала је стални представник Грчке при Уједињеним нацијама.
Године 1919. удала се за Панагиса Тсалдарија (1868 — 1936), исте године када је њен отац умро у Скопелосу. Као и њен отац, била је премијер Грчке.
Преминула је 17. октобра 1981. у Њујорку, од можданог удара.